# 17 klassiker
17 klassiker är ett samlingsalbum av Noice, utgivet den 20 september 2006.

## Låtförteckning
1. "En kväll i tunnelbanan" - 3:54
2. "I natt é hela stan vår" - 2:29
3. "Du é inte man" - 3:37
4. "Jag vill inte va' (som alla andra)" - 2:07
5. "Television" - 3:22
6. "Jag kommer inte in" - 2:44
7. "Bedårande barn av sin tid" - 2:57
8. "Allting okey" - 3:24
9. "Svart läder" - 2:17
10. "Amerikanska bilar" - 3:01
11. "Vi rymmer bara du och jag" - 3:31
12. "Bang en boomerang" - 2:33
13. "Rosa ljus" - 2:19
14. "1987" - 3:26
15. "Dolce vita (Det ljuva livet)" - 4:01
16. "Du lever bara en gång" - 3:26
17. "Romans för timmen" (live) - 3:32

## Musiker
- Hasse Carlsson - sång/gitarr
- Peo Thyrén - elbas
- Freddie Hansson - klaviatur
- Fredrik von Gerber - trummor
- Robert Klasén - trummor
- Pelle Lidell - trummor på "Svart läder"